# Deconstruction (groupe)
Deconstruction est un groupe de rock alternatif américain, originaire de Los Angeles, en Californie. Il est formé en 1993 et dissous en 1994, après la sortie d'un album éponyme.

## Biographie
Deconstruction est formé en 1993 par Dave Navarro et Eric Avery, après la dissolution de leur ancien groupe, Jane's Addiction. À ses débuts, le groupe comprend donc Dave Navarro à la guitare, Eric Avery à la basse et au chant et Michael Murphy à la batterie. Le groupe sort son seul album, l'éponyme Deconstruction le 12 juillet 1994. Enregistré aux Cherokee Studios de Los Angeles, l'album est bien accueilli par la presse spécialisée, pour son style musical très expérimental. D'ailleurs, l'album a eu plus de succès que celui de Porno for Pyros de Perry Farrell et de Stephen Perkins. L'album est désormais considéré comme un album culte.
Mais Dave Navarro rejoint entre-temps les Red Hot Chili Peppers pour pallier le départ de John Frusciante et le groupe Deconstruction se sépare après avoir réalisé un unique album. Eric Avery forme ensuite un autre groupe, Polar Bear, en 1995.